# Jessica Hecht
Jessica Anne Hecht (Princeton (New Jersey), 28 juni 1965) is een Amerikaans actrice.

## Biografie
Hecht werd geboren in Princeton (New Jersey) als dochter van een psychotherapeute en van een natuurkundige, en verhuisde op driejarige leeftijd met haar ouders en zus naar Hartford County. Na de scheiding van haar ouders bleven zij en haar zus bij de moeder wonen, toen Hecht twaalf jaar was hertrouwde haar moeder. Hecht ging studeren aan de New York University en haalde in 1987 haar bachelor of fine arts in drama. Vanaf 1995 is zij getrouwd met Adam Bernstein en hebben samen twee kinderen.

## Filmografie

### Films
Uitgezonderd korte films.
- 2025 Eleanor the Great - als Lisa
- 2020 The Atlantic City Story - als Jane
- 2019 A Beautiful Day in the Neighborhood - als Lila Vogel
- 2018 Banana Split - als Susan
- 2018 Write When You Get Work - als Ellen Hazard
- 2016 The Interestings - als Lois Jacobson
- 2015 Anesthesia - als Jill
- 2014 The Sisterhood of Night - als Sue Parris
- 2013 Northern Borders – als Liz Kittredge
- 2013 The English Teacher – als schoolhoofd Megan Slocum
- 2012 The Magic of Belle Isle – als Karen Loop
- 2011 The Sitter – als Sandy Griffith
- 2011 J. Edgar – als Emma Goldman
- 2011 Spring/Fall – als ??
- 2010 My Soul to Take – als May Hellerman
- 2010 Fair Game – als Sue
- 2010 Helena from the Wedding – als Lynn
- 2009 U.S. Attorney – als Dr. Amy Webber
- 2009 Whatever Works – als Helena
- 2009 Reunion – als Beth
- 2009 Jesse Stone: Thin Ice – als Stephanie Morton
- 2009 The Winning Season – als Stacey
- 2008 Calling It Quits – als Cynthia
- 2008 Quid Pro Quo – als Edie
- 2007 Dan in Real Life – als Amy
- 2007 Starting Out in the Evening – als Sandra Bennett
- 2005 Stay – als moeder van Boy
- 2005 At Last – als Laura
- 2004 The Forgotten – als Eliot
- 2004 Sideways – als Victoria
- 2004 Saving Face – als Randi
- 2001 The Grey Zone – als echtgenote
- 1999 Seven Girlfriends – als receptioniste
- 1999 Jump – als Carol
- 1998 Anarchy TV – als Natalie
- 1996 The Christmas Tree – als zuster Mary
- 1996 Intimate Betrayal – als Katie
- 1996 Harvey – als Ruth Kelly
- 1995 The Heidi Chronicles – als Chloe
- 1995 Kicking and Screaming – als kaartverkoopster
- 1995 Joe's Rotten World – als Annie

### Televisieseries
Uitgezonderd eenmalige gastrollen.
- 2022-2024 Tokyo Vice - als moeder van Jake - 6 afl.
- 2022 Super Pumped: The Battle for Uber - als Amy Gurley - 3 adfl.
- 2021 10 Days - als Cheryl Miles - 6 afl.
- 2020 - 2021 The Sinner - als Sonya Barzel - 12 afl.
- 2019 - 2021 Special - als Karen Hayes - 16 afl.
- 2019 - 2021 Dickinson - als tante Lavinia - 4 afl.
- 2020 The Boys - als Carol Manning - 5 afl.
- 2019 Succession - als Michelle Pantsil - 2 afl.
- 2019 The Loudest Voice - als Nancy Erika Smith - 2 afl.
- 2016 - 2017 Red Oaks - als Rebecca Horowitz - 10 afl.
- 2016 Falling Water - als Miranda - 2 afl.
- 2014 - 2015 Person of Interest - als Beth Bridges - 2 afl.
- 2008 – 2013 Breaking Bad – als Gretchen Schwartz – 5 afl.
- 2010 Bored to Death – als Dr. Donna Kenwood – 3 afl.
- 2005 ER – als Stephanie Lowenstein – 2 afl.
- 2001 What About Joan – als Betsy Morgan – 13 afl.
- 1994 – 2000 Friends – als Susan Bunch – 12 afl.

## Theaterwerk opBroadway
- 2023 Summer, 1976 - als Alice
- 2017 The Price - als Esther Franz
- 2015 - 2016 Fiddler on the Roof - als Golde
- 2013 The Assembled Parties – als Julie Bascoyl
- 2012 Harvey – als Veta Louise Simmons
- 2010 A View from the Bridge – als Beatrice
- 2009 Brighton Beach Memoirs – als Blanche Morton
- 2005 Julius Caesar – als Portia
- 2004 After the Fall – als Louise
- 1997 – 1998 The Last Night of Ballyhoo – als Lala Levy